# Maritime Major Hockey League
Die Maritime Major Hockey League war eine kanadische Eishockey-Minor League, die von 1950 bis 1954 existierte.

## Teams
- Charlottetown Islanders (1950–1954)
- Glace Bay Miners (1951–1954)
- Halifax Atlantics (1952–1954)
- Halifax St. Marys (1950–1952)
- Moncton Hawks (1950–1952)
- St. John Beavers (1950–1952)
- Sydney Millionaires (1951–1954)

## Meister
- 1951: Charlottetown Islanders
- 1952: St. John Beavers
- 1953: Halifax Atlantics
- 1954: Halifax Atlantics